# Малгожата Шевчик
Блаженна Маргарита Луція Шевчик ( пол. Małgorzata Łucja Szewczyk; 1828, Шепетівка, Хмельницька область, Україна — 1905, Нешава, нині — Куявсько-Поморське воєводство, Польща) – католицька черниця, засновниця згромадження Дочки Страждальної Матері Божої (сестер-серафіток, жіночого католицького чернечого ордену).

## Біографія
Народилася в Шепетівці у 1828 році в католицькій сім’ї в родині орендаря цукровні князя Заславського. У дитинстві вона пережила сімейну трагедію — батько помер, коли їй було сім, мати померла через два роки. Дівчинкою опікувалась її зведена старша сестра. Малґожата знайшла підтримку у ксьондзів-місіонерів при Костелі св. Юзефа в Заславі (Ізяславі).

### Служіння церкві
У 1848 році, коли Малгожаті виповнилось 20, вона вступила до Третього ордену Францисканського монастиря.  Святий Франциск Ассізький став її духовним провідником і другом. У ньому вона бачила ідеал любові до Розп'ятого Ісуса і красу споглядання його рятівних ран. 

#### Паломництво до Ізраїлю
У 1870 році Малгожата Шевчик здійснила паломництво до Ізраїлю, де прожила 3 роки. Подорож була не тільки стомлюючою, але й небезпечною. Спочатку свій шлях з Шепетівки до Одеси Малґожата подолала пішки (близько 600 км), а потім на судні вирушила до Хайфи (найбільшого порту Ізраїля). У Єрусалимі вона три роки служила при монастирі, опікуючись хворими та бідними паломниками. Протягом тривалого часу перебувала в Назареті, відвідуючи місця, пов'язані із життям Божої Матері та дитинством Ісуса Христа. Тоді Малгожата Шевчик вирішила повністю присвятити себе Богу.

#### Повернення до Польщі
Восени 1873 року прибула до Варшави, де при місцевому притулку опікувалась хворими, бідними, немічними та самотніми людьми. 
У 1881 році за підтримки священика, ченця Францисканського ордену капуцинів Гонората Козьмінського Малґожата у місті Закрочимі (нині — Мазовецьке воєводство, Польща) створила нову релігійну громаду, метою якої була допомога бідним і тим, хто її найбільше потребує. Орден спочатку мав назву Сестри убогих (пол. Siostrzyczki ubogich). Згодом Малґожата під впливом пережитих спогадів про Божу Матір надала згромадженню ім’я Дочки Страждальної Матері Божої.  Сестри бідних також служили у Варшаві та Ченстохові. Усі ресурси вони отримували, шиючи білизну та літургійний одяг .
У 1891 році переїхала до Галичини. 14 серпня 1891 року сестри прийняли габіт з рук ординарія краківського кардинала Альбіна Дунаєвського. В Освенцимі Малгожата Шевчик побудувала монастир, який став материнським домом конгрегації, зосереджений на служінні покинутим і хворим та релігійному вихованню дітей у відкритих будинках для сиріт та сиріт. 
Прийнявши релігійне ім'я Луція, Малґожата Шевчик до 1904 року була генеральним настоятелем цього жіночого чернечого ордену. 8 березня 1904 року за станом здоров'я подала у відставку з посади генерального настоятеля, яку прийняв кардинал Ян Пузина 9 квітня. 
У 1905 році вона померла вранці після прийняття причастя хворих у м. Нешава (нині — Куявсько-Поморське воєводство, Польща).

## Після смерті
У 2006 році сестри-серафітки заснували фундацію ім. Матері Малґожати Шевчик з метою підтримки благодійної діяльності. 9 червня 2013 року у Кракові її було беатифіковано, тобто зараховано до лику блаженних, Папою Франциском. Декілька польських дошкільних закладів, якими опікується жіночий чернечий орден, носить її ім'я. Щороку 5 червня у римо-католицькій церкві відправляють богослужіння в день пам'яті блаженної Малґожати Луції Шевчик.
Сьогодні сестри-серафітки у Польщі створюють опікунчо-виховні та лікувальні заклади для неповноцінних і пристарілих осіб, організовують кухні для нужденних.